# Резолюция Совета Безопасности ООН 148
Резолю́ция Сове́та Безопа́сности ООН 148 — резолюция, принятая Советом Безопасности Организации Объединённых Наций 23 августа 1960 года на заседании № 891 (код — S/4460).

## Предыстория
Первые европейцы проникли на территорию Республики Нигер на рубеже XVIII—XIX веков: в 1795-м и 1805 годах регион посещал шотландский исследователь Мунго Парк.
В 1853—1855 годах немецкий исследователь Генрих Барт прошёл от реки Нигер до озера Чад, а в 1870 году немецкий исследователь Густав Нахтигаль пересёк пустыню Сахара от оазиса Бильма до горы Нгигми около озера Чад.
По результатам Берлинской конференции 1884 года, территория Нигера была объявлена зоной интересов Французской Республики. В 1891—1892 годах вооружённый отряд под командованием подполковника П. Л. Монтея обследовал район, после 1897 года между рекой Нигер и озером Чад был создан ряд французских военных постов, а в 1899 году к озеру Чад направилась французская военная экспедиция, сопровождавшаяся расправами над местным населением.
В 1900 году была создана Военная автономная территория Зиндер со столицей в одноимённом городе. Территория была включена в состав колонии Верхний Сенегал и Нигер (часть Французской Западной Африки). В 1922 году территория была преобразована в отдельную колонию, а в 1926 году её административный центр был перенесён в современную столицу Республики Нигер — город Ниамей. Недовольство коренных жителей французским колониальным гнётом привело к многочисленным восстаниям.
В 1946 году Нигер получил статус заморской территории в составе Французского Союза, местные жители получили политические права, в том числе право на создание политических партий, профсоюзов, избирательные права и другие. В этом же году была создана первая политическая партия в Нигере — Нигерская прогрессивная партия, — вошедшая в состав Африканского демократического объединения.
В 1952 году рабочие Французской Западной Африки объявили всеобщую забастовку, целью которой было добиться введения трудового законодательства и трудовых реформ, таких как 40-часовая рабочая неделя и тому подобные. В 1957 году нигерские профсоюзы образовали Национальное объединение профсоюзов Нигера, вошедшее во Всеобщее объединение трудящихся Чёрной Африки, однако распущенное в 1959 году.
В 1951 году на базе левого крыла Нигерской прогрессивной партии был образован Нигерский демократический союз (с 1958 года — Саваба) во главе с Дж. Бакари. В 1956 году Нигеру была предоставлена ещё большая автономия, и во многих городах были образованы выборные муниципалитеты, возглавляемые коренными жителями. Нигерский демократический союз занял большинство мест в парламенте страны. В 1958 году состоялся референдум о вхождении Нигера в состав Французского сообщества, по результатам которого Нигер вошёл в состав сообщества, однако был провозглашён автономной республикой.
Однако, в 1958 году большинство в парламенте получила Нигерская прогрессивная партия, а её лидер А. Диори установил однопартийную систему, запретил партию Саваба, руководителям которой пришлось эмигрировать.
3 августа 1960 года Республика Нигер получила суверенитет, так как французское правительство подписало соглашение о независимости Нигера, опасаясь происходящего в нём национально-освободительного подъёма, и была признана Тунисской Республикой. 7 августа страна направила заявление Генеральному секретарю ООН о приёме её в состав ООН.

## Резолюция
Резолютивная часть документа состоит из одного пункта — рекомендации Генеральной Ассамблее ООН принять в ООН Республику Нигер, рассмотрев его заявление.

## Голосование
Резолюция принята единогласно — «за» проголосовали все постоянные (Китайская Республика, Французская Республика, Соединённое Королевство Великобритании и Северной Ирландии, Соединённые Штаты Америки и Союз Советских Социалистических Республик) и непостоянные (Аргентинская Республика, Цейлон, Республика Эквадор, Итальянская Республика, Польская Народная Республика и Тунисская Республика) члены Совета Безопасности ООН.

## Последствия
Вследствие принятия резолюции, Республика Нигер вступила в ООН 20 сентября 1960 года.